# Batalha do Funil
A Batalha do Funil foi uma batalha da Guerra de Independência do Brasil na Bahia ocorrida em 29 de julho de 1822 na passagem do Funil que liga a Ilha de Itaparica ao continente americano.
Após a expulsão dos exércitos portugueses do Rio de Janeiro, a cidade de Salvador se tornou um reduto de tropas portuguesas no Brasil. Depois da bem sucedida rebelião em Cachoeira, a Câmara Municipal de Nazaré aderiu a revolta contra o domínio português. A cidade de Nazaré tinha uma das mais férteis terras da região, e por isso ela era desejada tanto por portugueses tanto pelos rebeldes que queriam transforma-la em uma fonte de suprimentos alimentícios. Uma das rotas de acesso a Nazaré era o Funil, um canal que liga a ilha de Itaparica ao continente. Por esses motivos, os portugueses enviaram uma tropa liderada por Joaquim José Teixeira para atacar as posições no canal. Por sua vez, os brasileiros enviaram Antônio de Sousa Lima afim de defendê-lo.
Durante a batalha em 29 de julho de 1822, os soldados brasileiros utilizaram de emboscadas na luta contra as tropas portuguesas. No final, a batalha terminou com vitória brasileira e retirada portuguesa. Por ordem do governador português Madeira de Melo, a Ilha de Itaparica foi abandonada pela tropas portuguesas, como resultado dos combates, acreditando que ela não possuía valor estratégico. O resultado foi que após a chegada de reforços brasileiros na Bahia, não havia local capaz de fornecer suprimentos para as tropas portuguesas.
Depois da batalha, Nazaré se tornou o principal fornecedor de alimentos ao Exército Brasileiro e se iniciou a falta de alimentos em Salvador que levaria à Batalha do Pirajá, à Batalha de Itaparica e à retirada portuguesa de Salvador em 2 de julho de 1823.